# Körperschaft des öffentlichen Rechts (Österreich)
Als Körperschaft des öffentlichen Rechts (KöR) bezeichnet man im Recht Österreichs eine Form der juristischen Person öffentlichen Rechts.

## Definition und Abgrenzung
Neben der Anstalt öffentlichen Rechts und dem Fonds des öffentlichen Rechts bildet die Körperschaft die wichtigste Organisationsform juristischer Personen des öffentlichen Rechts; im Gegensatz zu jenen kommt der Körperschaft öffentlichen Rechts stets Rechtspersönlichkeit zu. Körperschaft meint in Abgrenzung zu jenen „Zusammenfassungen von Personen, die als Mitglieder (Angehörige) der Körperschaft deren personelles Substrat bilden“.
Der österreichische Gesetzgeber verwendet die Bezeichnung Körperschaft gelegentlich auch abweichend von der dogmatisch richtigen Definition: Die Träger der Sozialversicherung werden etwa in § 32 Abs. 1 ASVG als Körperschaften definiert, obwohl sie strukturell Anstalten sind. Eine generell abweichende Definition gilt für das Steuerrecht: Hier bezeichnet man alle juristischen Personen als Körperschaften sowie darüber hinaus auch einzelne juristische Personen des Privatrechts, wie politische Parteien und den ÖGB:

„Gerade in Abgabenvorschriften wird […] der Begriff der öffentlich rechtlichen Körperschaft häufig im weiteren und technischen Sinne verwendet, ohne daß in jedem Einzelfall sämtliche Wesensmerkmale vorliegen müssen, welche die Rechtslehre den Körperschaften öffentlichen Rechts im strikten Sinne zuschreibt.“

Diese eigenständige steuerrechtliche Begriffsbildung wird aus verfassungsrechtlicher Sicht allgemein für zulässig erachtet. Rechtspolitisch ist sie umstritten: Dabei wird hauptsächlich auf die bedenkliche Rechtsunsicherheit für Bürger und Vollzugsbehörden verwiesen, für die nicht unmittelbar erkennbar ist, in welcher Weise eine eigentlich in der Rechtslehre klar definierte Bezeichnung im jeweiligen Gesetzestext verwandt wird. Ferner stehe dieses Vorgehen in einem Spannungsverhältnis zur Einheit der Rechtsordnung.

## Arten von Körperschaften öffentlichen Rechts
Körperschaften des öffentlichen Rechts werden danach unterschieden, ob sie ohne Unterschied für alle Personen ihres jeweiligen Gebiets zuständig sind (Gebietskörperschaften) oder nur für Personen ihres Gebiets, die nach persönlichen Umständen auch Mitglieder der Körperschaft sind (Personalkörperschaften).
1. Gebietskörperschaften
  - der Bund,
  - die Länder
  - die Gemeinden, jedoch nicht die Gemeindeverbände[5]

Je nach Bundesland sind auch Feuerwehren an dieses System angelehnt. So sind alle Landesfeuerwehrverbände außer in Wien Körperschaften öffentlichen Rechts, in einigen Bundesländern auch die Bezirksfeuerwehrverbände und die einzelnen Feuerwehren, während sie zum Beispiel in Kärnten keine eigenen Körperschaften, sondern direkt den Gemeinden untergeordnet sind.
1. nicht-territoriale Selbstverwaltungskörperschaften oder Personalkörperschaften, insbesondere:
  - die Sozialversicherungsträger
  - sowie Interessensvertretungen:[6]
    - die gesetzlichen Berufsvertretungen, wie Wirtschaftskammern, Kammern für Arbeiter und Angestellte, Landwirtschaftskammern
    - die Österreichische Hochschülerinnen- und Hochschülerschaft
    - die (gesetzlich anerkannten) Kirchen- und Religionsgemeinschaften
2. Antoniolli/Koja bilden als dritte Untergruppe die Interessengemeinschaften; hierzu sollen etwa Wasser- und Jagdgenossenschaften zählen.[7] Wundsam/Wesener/Reinbacher nennen hier – neben den Kirchen- und Religionsgemeinschaften, die sie nicht zu den Personalkörperschaften stellen – funktionell die Stiftungen des öffentlichen Rechts (Körperschaften finanziell unterstützenden Charakters) und die Anstalten des öffentlichen Rechts (tätigen Charakters, werden als „durch einen  öffentlich-rechtlichen Akt gegründete juristische Personen“ hier mitgezählt)[6]

Es besteht oft ein System der Pflichtmitgliedschaft. Manchen Kammern kommt darüber hinaus Disziplinargewalt zu (etwa der Rechtsanwaltskammer).
Weiters sind gemäß Konkordat kirchliche Rechtsträger jeweils eigenständige Körperschaften öffentlichen Rechts, wie etwa Diözese, Bistum, Domkapitel, Pfarrkirche, Pfarrpfründe, Caritas u. dgl.